# Nesslau
Nesslau är en ort och kommun i distriktet Toggenburg i kantonen Sankt Gallen i Schweiz. Kommunen har 3 833 invånare (2023).
Kommunen bildades den 1 januari 2013 genom en sammanslagning av kommunerna Nesslau-Krummenau och Stein.
Kommunens större orter är Nesslau, Neu St. Johann, Krummenau, Ennetbühl och Stein.
| Postort        | Invånare 31 dec 2018 |
| -------------- | -------------------- |
| Nesslau        | 1 649                |
| Neu St. Johann | 667                  |
| Krummenau      | 467                  |
| Ennetbühl      | 414                  |
| Stein          | 350                  |